# Dihidroksifenilglicin
(S)-3,5-Dihidroksifenilglicin (DHPG) je potentan agonist grupe I metabotropnih glutamatnih receptora (mGluR),  i .
DHPG je bio prvi agonist za koji je pokazano da je selektivan za grupu I mGluR receptora. Jedino S izomer deluje kao agonist.
(S)-DHPG je istraživan zbog njegovih terapeutskog dejstva u tratmanu povreda neurona (kao što su povrede usled ishemije ili hipoksije), primene nutropika, i usled Alchajmerove bolesti.
3,5-Dihidroksifenilglicin može da bude izolovan iz Euphorbia helioscopia lateksa .